# 89 Julia
89 Julia (in italiano 89 Giulia) è un grande asteroide della Fascia principale. È composto probabilmente da rocce silicate e nichel e ferro allo stato metallico.
Julia fu il primo dei due asteroidi individuati dall'astronomo francese Édouard Jean-Marie Stephan (il successivo fu 91 Aegina); fu scoperto il 6 agosto 1866 dall'osservatorio astronomico di Marsiglia, in Francia (di cui diverrà direttore l'anno seguente). L'origine del nome non è certa: probabilmente il pianetino fu battezzato così in onore di Santa Giulia, patrona della Corsica e di Livorno.
Un'occultazione stellare da parte di Julia è stata osservata il 20 dicembre 1985.